# Bitche de 1871 à 1918
 (novembre 2024).
Cet article est une version détaillée de la section Bitche sous la domination allemande de l'article Histoire de Bitche.

## Années 1870
Pour un article plus général, voir Histoire de Bitche.
Le 31 mars 1871, c'est-à-dire une semaine après le départ glorieux de ses troupes invaincues, le lieutenant-colonel Teyssier quitte à son tour la ville de Bitche. Les troupes bavaroises qui viennent à peine de s'installer sur la Citadelle gravement endommagée par le long siège et par les démolitions volontaires des troupes de Teyssier, sont relevées deux jours plus tard par un bataillon du 60e régiment d'infanterie (de). Ce dernier restera à Bitche jusqu'au 1er avril 1897.
Le 10 mai 1871 est signé le traité de Francfort, cédant à l'Empire allemand l'Alsace (moins Belfort), une partie de la Lorraine, tout le département de la Moselle (moins l'arrondissement de Briey), deux arrondissements de la Meurthe (ceux de Sarrebourg et de Château-Salins) et même quelques communes vosgiennes. La partie de la Lorraine cédée inclut donc l'arrondissement de Sarreguemines dont Bitche fait partie. Malgré sa longue résistance, Bitche devient donc ville du Reich. L'article 2 de ce traité stipule que « les sujets français originaires des territoires cédés, domiciliés actuellement sur ce territoire, qui entendront conserver la nationalité française, jouiront jusqu'au 1er octobre 1872 et moyennant une déclaration préalable à l'autorité compétente, de la faculté de transporter leur domicile en France et de s'y établir sans que ce droit puisse être altéré par les lois sur le service militaire, auquel cas la qualité de citoyen français leur sera maintenue. Ils seront libres de conserver leurs immeubles situés sur le territoire réuni à l'Allemagne. »
Des feuilles de déclaration d'option sont mises à la disposition de la population des territoires annexés. Cette clause ne va pas tarder à créer un climat d'effervescence dans le nouveau Reichsland. 100 000 personnes environ quittent ainsi volontairement l'est de la France. Devant ce mouvement d'émigration, les autorités allemandes s'emploient à décourager les optants pour l'exécution des formalités. Ils ajoutent une nouvelle mention sur le formulaire fourni par l'administration, spécifiant : « Je reconnais que l'option de nationalité ne sera valable que si je fixe mon domicile en France avant le 1er octobre 1872. »
En d'autres termes, cette phrase signifie qu'il faut tout abandonner pour demeurer français. Les optants de la région de Bitche doivent s'inscrire ainsi du 26 juin 1871 au 30 septembre 1872 à la sous-préfecture de Sarreguemines. Le canton de Bitche déclare ainsi 867 optants dont 110 seulement sont acceptés par les autorités allemandes. Ces émigrés volontaires sont accueillis en France par des associations de soutien, et certains d'entre eux s'installent même en Algérie. À Bitche, l'occupant allemand ne va pas perdre de temps : dès le 22 mai 1871, les travaux de déblaiement et de reconstruction commencent sur la citadelle et 25 158 Reichsmarks sont nécessaires à ce projet. Comme il ne reste pratiquement que la chapelle plus ou moins intacte sur le sommet de la citadelle, deux bâtiments et un poste de garde y sont construits pour abriter deux compagnies.
Ces aménagements donnent le signal d'une période de reconstruction qui va redonner vie à la ville de Bitche encore marquée par le siège. Les remparts édifiés autour de la cité à partir de 1844 sont condamnés par un décret ministériel allemand à disparaître : la ville perd ainsi son caractère défensif, mais cela lui permet un développement extra muros. Les efforts de reconstruction militaire se portent principalement sur la citadelle qui devient ainsi une nouvelle pièce de défense du Bezirk-Lothringen. Comme la France doit verser à l'Allemagne avant 1875 une somme de 5 milliards de francs comme contribution de guerre pour l'évacuation complète du territoire non annexé, l'Allemagne a d'énormes facilités financières pour augmenter ses effectifs sur la nouvelle frontière d'Alsace et de Lorraine, consolidant les territoires annexés avec les places-fortes afin de provoquer ce que l'Europe appelait à l'époque la Paix armée.

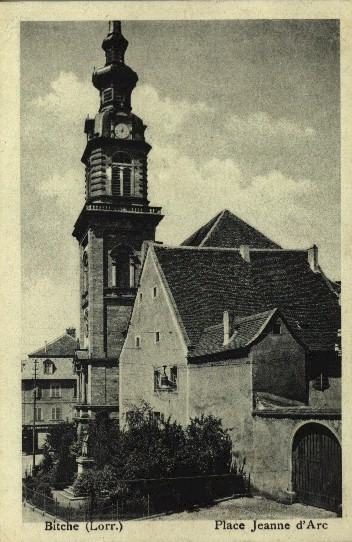
La place Jeanne d'Arc et l'église catholique

En octobre 1873, l'école privée protestante de Bitche est transformée en classe communale avant d'être privatisée en 1874 quand les Schulbrüder (catholiques) abandonnent leur bâtiment. De 1874 à 1880, les élèves protestants sont scolarisés dans l'école catholique de la ville. C'est en 1874 que les Frères des Écoles chrétiennes qui dirigeaient l'enseignement bitchois sont remplacés par des instituteurs laïcs. En 1875, la ville de Bitche ne compte plus que 2 238 habitants, des Bitchois ayant pris le chemin de l'exil entre 1871 et 1876 par refus de l'autorité allemande. Une autre vague d'immigration va compenser la diminution de la population après le siège de 1870-1871. Attirée par les reconstructions, une nouvelle main-d'œuvre accroît la population de la ville de 2 238 habitants en 1875 à 2 908 en 1880. Il y vient surtout des fonctionnaires allemands.

## Années 1880
Ces immigrants allemands vont donner un nouvel essor à la paroisse protestante de Bitche. Dépendant de Mouterhouse depuis le 5 novembre 1850, la communauté protestante est rattachée au consistoire de Sarreguemines à partir de 1876. Dès 1852, elle se réunit une fois par mois dans une salle louée en ville, et qui est endommagée par les bombardements de 1870-1871. Le culte est alors célébré dans la chapelle de la citadelle avec l'autorisation du ministère impérial de la guerre et de concert avec la paroisse militaire allemande assez importante. Comme des divergences ont eu lieu avec les autorités militaires, la communauté civile protestante de Bitche loue une salle en ville jusqu'à l'inauguration de l'église protestante en 1882. Le 1er mai 1880, une école protestante est créée en ville et le 19 mai 1881 a lieu une cérémonie pour la pose de la première pierre de l'église protestante dont l'édification se poursuit jusqu'au 6 août 1882, jour de l'inauguration officielle.
Un monument est érigé en automne 1888 à l'empereur Guillaume Ier sur la place à côté de l'église catholique, là où se trouvait l'ancienne mairie détruite en 1870. Le buste de l'empereur allemand voisine avec le monument de Sainte Jeanne d'Arc érigé à côté de l'église catholique vers 1860. Cette situation est bien le symbole du destin de la région de Bitche, prise entre deux grandes puissances durant des siècles.
Quant à la communauté juive de Bitche, elle possède une salle de prières en ville depuis le 1er avril 1884. Ce n'est qu'en 1905 qu'elle bénéficie d'une petite synagogue dans la rue de Sarreguemines, à proximité de la poste actuelle. Pour accélérer la germanisation de territoires annexés en 1871, l'Allemagne interdit l'enseignement du français dans les écoles, réprimant sévèrement toute manifestation de sentiments français. La pression des fonctionnaires allemands et l'arrivée de ces immigrants se fait également ressentir à Bitche, où l'enseignement du français a été défendu. En 1888, une « loi des passeports » installe la muraille infranchissable entre les territoires annexés et la France. Le 1er mai 1880, une nouvelle séparation a lieu entre élèves catholiques et protestants. Les écoliers israélites ont à choisir entre les écoles catholiques et protestantes. Les rémunérations des enseignants, logés gratuitement dans leurs écoles et bénéficiant d'un lopin de terre, sont fixées par le conseil municipal de la ville. À ce moment-là, leur salaire avoisine 800 marks avec une prime d'ancienneté de 80 marks et un avancement tous les cinq ans.
En 1889, une nouvelle source est captée à un kilomètre de la ville et dirigée dans une réserve derrière la Maison des Sœurs de Sainte-Chrétienne. De là, l'eau est ensuite dirigée par des tuyaux à partir de la Porte de Strasbourg dans la rue de Sarreguemines jusqu'à la Caserne Falkenstein et jusque dans la rue des Tilleuls, pour un coût de 32 000 marks.

## Années 1890
À Bitche où une source est captée sur les flancs de la colline du Schimberg dès 1891 sur une longueur de deux kilomètres pour alimenter la fontaine de la ville (Stadtbrunnen), l'ancienne conduite d'eau potable est rénovée en 1889 et même prolongée pour une somme de 32 000 Reichsmarks. Ces travaux coïncident avec la destruction de la Porte de Sarreguemines, non loin de l'actuelle poste. Deux ans plus tard, le pic des démolisseurs s'attaque à la Porte de Phalsbourg, appelée communément Porte de Lemberg, pour la faire disparaître. Le renforcement militaire allemands s'accentue en ce fin de XIXe siècle à Bitche. En 1894, des casernes sont construites à la sortie est de la ville pour abriter les effectifs de deux compagnies.
Bitche compte 2 846 habitants en 1894 et, l'année suivante, la ville abrite 557 habitants de religion protestante sur les 2 854 qui composent la population. L'ensemble des immigrants allemands s'élève alors à 997 personnes. Notons qu'en 1895, la ville délivre déjà de l'eau potable à soixante maisons branchées individuellement à une canalisation.
Une autre conséquence du siège de Bitche et du développement économique qui en résulte est une forte immigration juive dont la communauté développe le commerce local. Venue des villages de l'Alsace du Nord et de l'Allemagne, et plus spécialement des villages de Wœrth, de Westhoffen, de Colmar, de Herrlisheim et de Diemeringen, cette nouvelle communauté développe le commerce par des magasins de vêtements, de tissus, de chaussures et aussi par le commerce du bétail. Peu avant la Seconde Guerre mondiale, Bitche compte encore vingt-cinq familles juives dans ses murs. Dès que le quorum nécessaire de dix personnes de sexe masculin est atteint, les juifs bitchois créent une institution religieuse en ouvrant une synagogue le 1er avril 1884 dans la maison Meinke, rue Teyssier. Au début du siècle, la communauté emménage dans une maison qui fait partie de l'ancienne enceinte fortifiée de la ville et située rue de Sarreguemines, près de la poste.
Le 1er avril 1897, un bataillon du 171e régiment d'infanterie (de) allemand remplace le régiment brandebourgeois qui quitte la ville. À ce moment, on commence la réfection du clocher de l'église Sainte-Catherine, qui a été gravement endommagé par des obus pendant le siège de la ville. Lors de ces travaux, on retrouve les ossements de Bombelles en faisant sauter des roches à la base du clocher. Ces ossements sont déposés dans la chapelle du cimetière actuel, avec une plaque commémorative en latin.
Une caserne est construite en 1898 à la sortie nord de la ville. Appelée Falkenstein Kaserne d'après un général allemand, elle est rebaptisée Caserne Teyssier en souvenir du défenseur de la cité. Un mess des officiers est construit en même temps que cette caserne en 1898.
Un accord scolaire est signé le 9 mai 1899 entre la ville de Bitche et l'évêque de Metz. Ce traité spécifie ainsi le financement des bâtiments construits à proximité de l'Institut Saint-Augustin : l'entretien des bâtiments sera à la charge de l'évêché, la ville paiera 640 marks de subvention annuelle pour rémunérer un maître d'école et elle aura le droit d'y placer huit élèves de son choix.

## Années 1900
L'année 1900 voit la démolition de la Porte de Landau et la poursuite de la destruction des remparts de la ville. Seule la Porte de Strasbourg subsiste jusqu'à nos jours. L'essor économique et démographique de Bitche à cette date motive la création d'un réseau d'électricité pour desservir la ville. Ce réseau coûte 70 000 marks et peut desservir les 387 maisons de la ville qui compte alors 3 640 habitants, militaires y compris.
N'oublions pas que jusque vers 1900 le sort de l'homme moyen est souvent de travailler entre douze et quinze heures par jour sans qu'il soit question de congés payés ou de retraite. En cas d'accident du travail, ni la victime ni la famille n'ont droit à une indemnité. Dans le Bitscherland comme partout ailleurs à cette époque, la population vit trop près de la misère pour pouvoir se passer du travail des enfants et bon nombre d'hommes font le dur métier de gardiens de vaches ou de pâtres dès l'âge de huit ans. Les enfants doivent aussi participer dès leur plus jeune âge à tous les travaux domestiques. L'enseignement primaire, en France, n'est obligatoire qu'à partir du 28 mars 1882 et jusqu'à treize ans seulement.

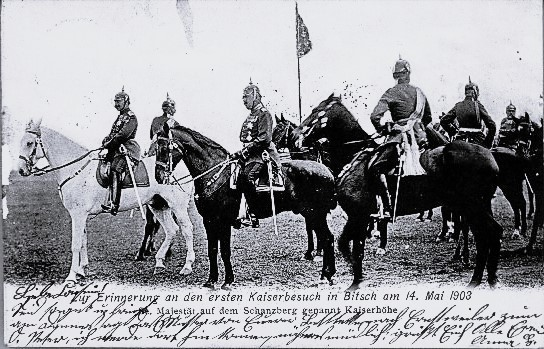
Visite de l'empereur Guillaume II au camp militaire en 1903

Pour renforcer l'importance stratégique de Bitche, un champ de manœuvres et de tirs est constitué en 1900 à proximité de Bitche par le rachat de 3 285 hectares de terrains soit à des particuliers de Bitche et de Haspelschiedt soit à la forêt domaniale. Pour procéder au débardage du bois sur ces terrains, une voie ferrée forestière est construite sur une longueur de seize kilomètres à partir de l'actuelle gare de la ville. Des baraques en tôle ondulée sont montées au sud-est de la ville afin de loger 3 500 soldats et 100 officiers. Quelques années plus tard, ces constructions sont transférées sur le champ de tir à trois kilomètres à l'est de la ville le long de la route de Sturzelbronn. Cinq baraques d'officiers sont élevées durant l'hiver 1901 à l'extrémité du champ de tir. Emménagés dès le 1er avril 1901, elles coûtent la somme de 100 000 Reichsmarks.
En 1902, la ville compte 3 640 habitants dont 1 300 militaires. Quant à l'Institut Saint-Augustin, il abrite alors 300 élèves supervisés par dix-sept maîtres. L'importance des effectifs de l'Institut décide l'évêque de Metz Willibrord Benzler à faire racheter 8 hectares de terres en 1904 au sud de Bitche, le long de la route de Lemberg, au lieu-dit Dragonerbrunnen', et à faire dresser des plans pour la construction d'un nouvel établissement. Son choix lui est aussi dicté par la vétusté de l'immeuble Saint-Augustin où logent et enseignent les autorités ecclésiastiques. Les plans du futur Collège ne sont pourtant achevés qu'en 1913. Le projet de construction faillit démarrer dès l'été 1914 par l'exploitation de carrières situées sur le terrain acquis, mais la Première Guerre mondiale allait stopper ces travaux.

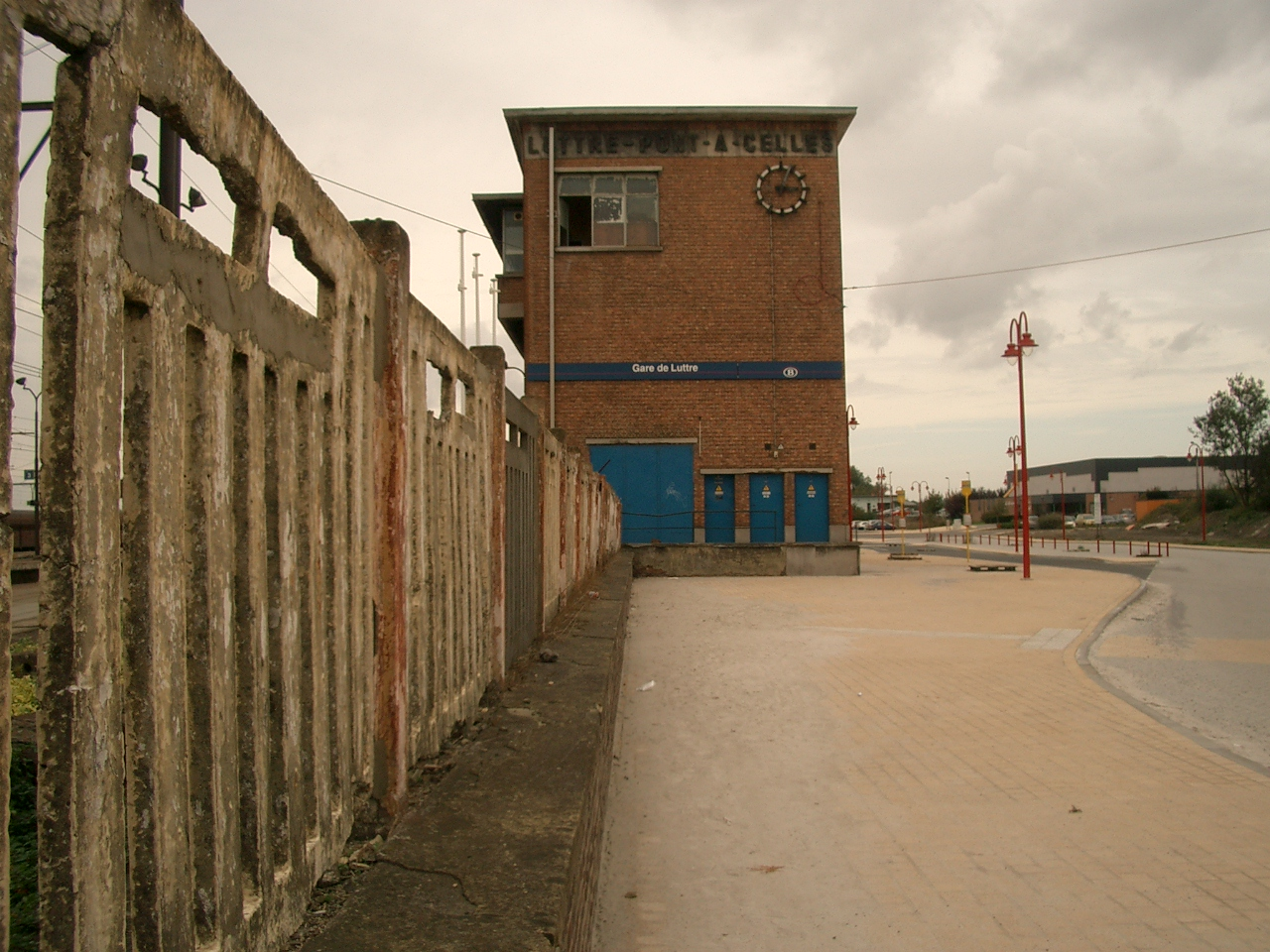
La gare

En 1905, Bitche compte 4 758 habitants dont 1 904 protestants et 1 770 militaires. Les immigrés représentent 2 266 personnes, c'est-à-dire 48 % de la population. Cette année, une nouvelle source est captée derrière l'étang de Hasselfurth et dirigée vers le réservoir d'eau du Schlossberg. La ville compte alors 404 maisons dont seulement 198 bénéficient d'un branchement de canalisation individuel. Les autres maisons doivent s'approvisionner à vingt puits individuels et à vingt-trois pompes à eau publiques situées dans les rues de la ville.

## Années 1910
En 1909, un nouveau changement de garnison a lieu avec l'arrivée du 166e régiment d'infanterie, en provenance de Mayence. En réalité, de 1880 à 1918, la ville de Bitche est une véritable plaque tournante de troupes allemandes : épargnée des combats de 1914-1918, Bitche sert pourtant activement de place d'instruction et d'entraînement aux troupes. Lorsque la guerre éclate en 1914 pour embraser bientôt toute l'Europe, les Bitchois de 18 à 45 ans doivent partir se battre sous l'uniforme allemand sur les différents champs de bataille européens : la Première Guerre mondiale voit tomber ainsi 48 Bitchois au champ d'honneur allemand. L'armistice du 11 novembre 1918 rend Bitche à la France après quarante-sept années de domination allemande.

## Sources
- Le Pays de Bitche, Didier Hemmert 1990.
- Bitche et son pays, André Schutz 1992.
- Joël Beck, Le pays de Bitche : 1900-1939, A. Sutton, Saint-Cyr-sur-Loire, 2005, 127 p.  (ISBN 2-8491-0267-9)
- Bitche et son canton, des origines à 1945, Francis Rittgen 1988.